# Марсак (Шаранта)
Марса́к (фр. Marsac) — коммуна во Франции, находится в регионе Пуату — Шаранта. Департамент — Шаранта. Входит в состав кантона Сент-Аман-де-Буакс. Округ коммуны — Ангулем.
Код INSEE коммуны — 16210.
Коммуна расположена приблизительно в 390 км к юго-западу от Парижа, в 100 км южнее Пуатье, в 13 км к северо-западу от Ангулема.

## Население
Население коммуны на 2008 год составляло 796 человек.
| 1962 | 1968 | 1975 | 1982 | 1990 | 1999 | 2008 |
| ---- | ---- | ---- | ---- | ---- | ---- | ---- |
| 515  | 505  | 484  | 600  | 708  | 720  | 796  |

## Экономика
Основу экономики составляют сельское хозяйство и виноградарство. 130 га территории коммуны занимают виноградники.
В 2007 году среди 516 человек в трудоспособном возрасте (15—64 лет) 379 были экономически активными, 137 — неактивными (показатель активности — 73,4 %, в 1999 году было 72,8 %). Из 379 активных работали 349 человек (185 мужчин и 164 женщины), безработных было 30 (9 мужчин и 21 женщина). Среди 137 неактивных 40 человек были учениками или студентами, 55 — пенсионерами, 42 были неактивными по другим причинам.

## Достопримечательности
- Приходская церковь Сен-Жерве-Сен-Проте (XII век). Исторический памятник с 1934 года[3]

## Фотогалерея

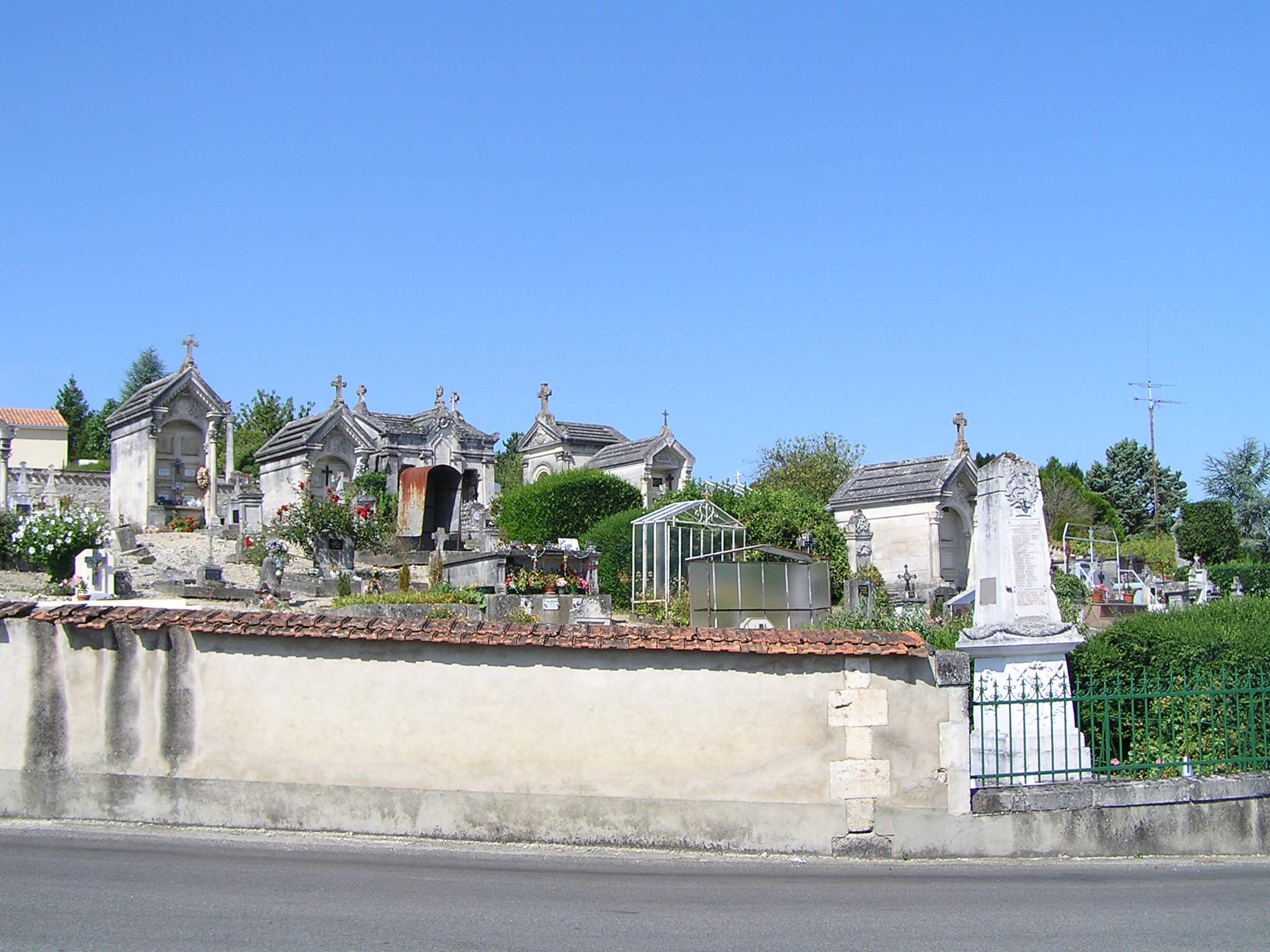
Марсак
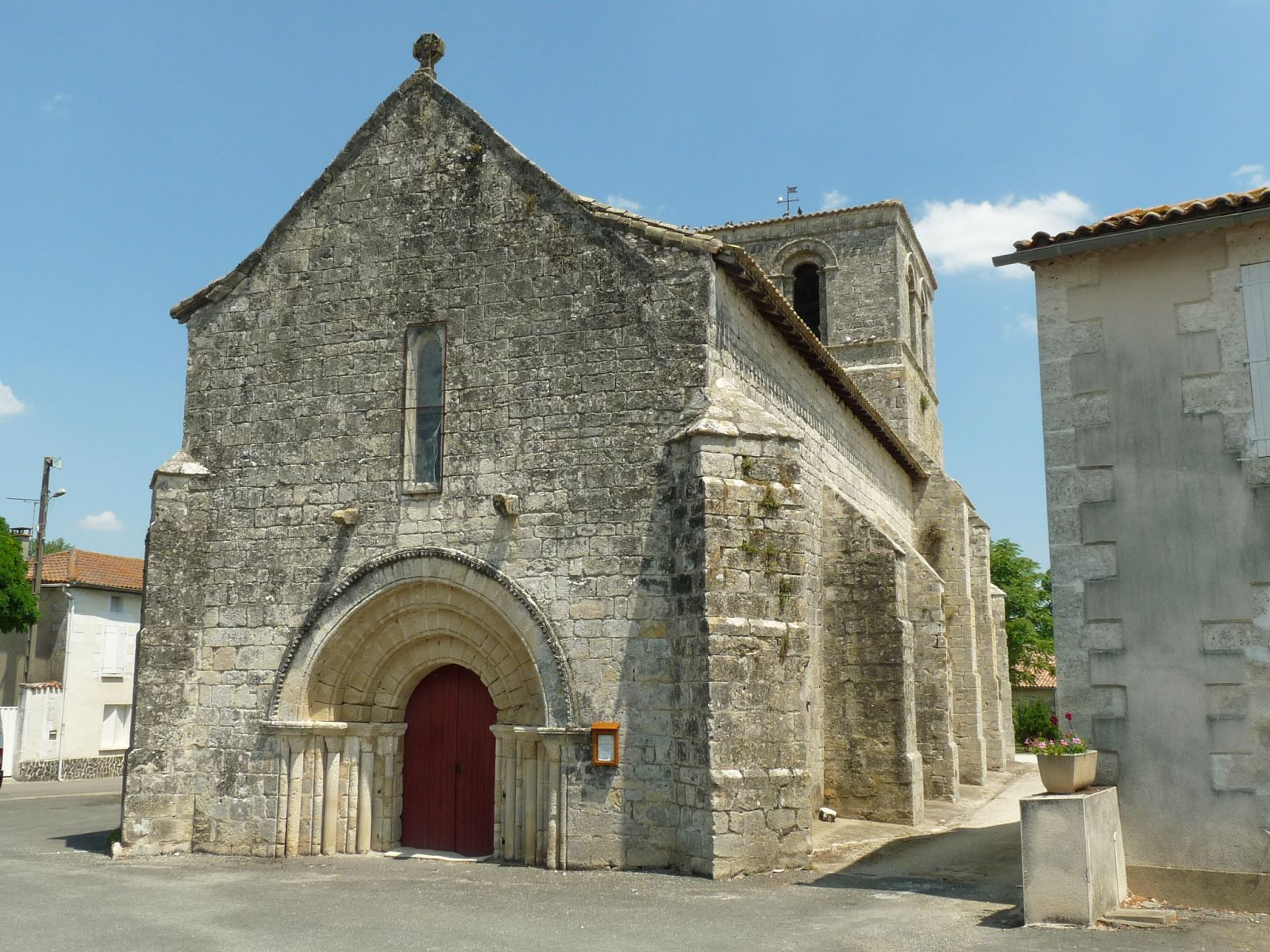
Церковь Сен-Жерве-Сен-Проте
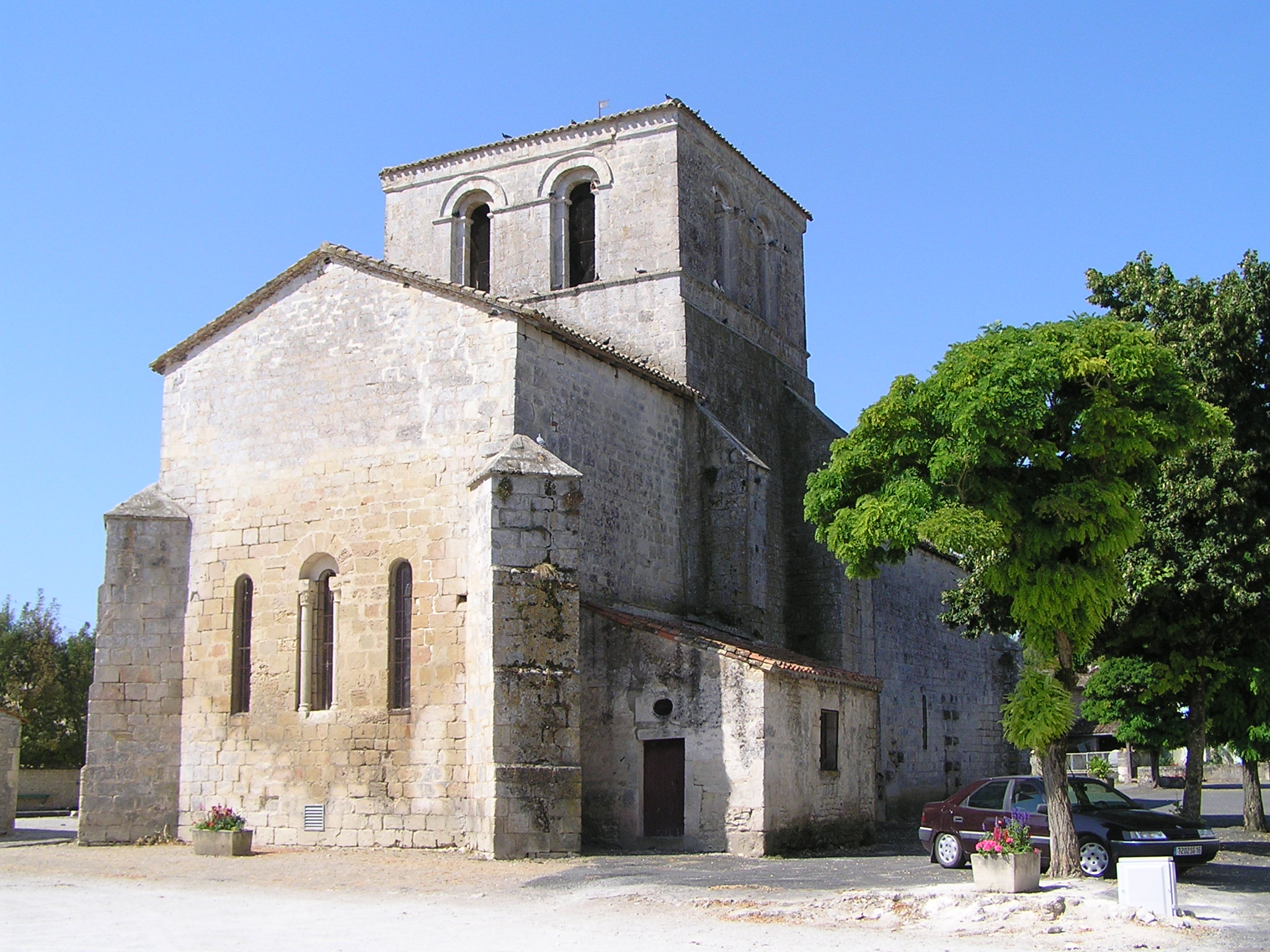
Церковь Сен-Жерве-Сен-Проте
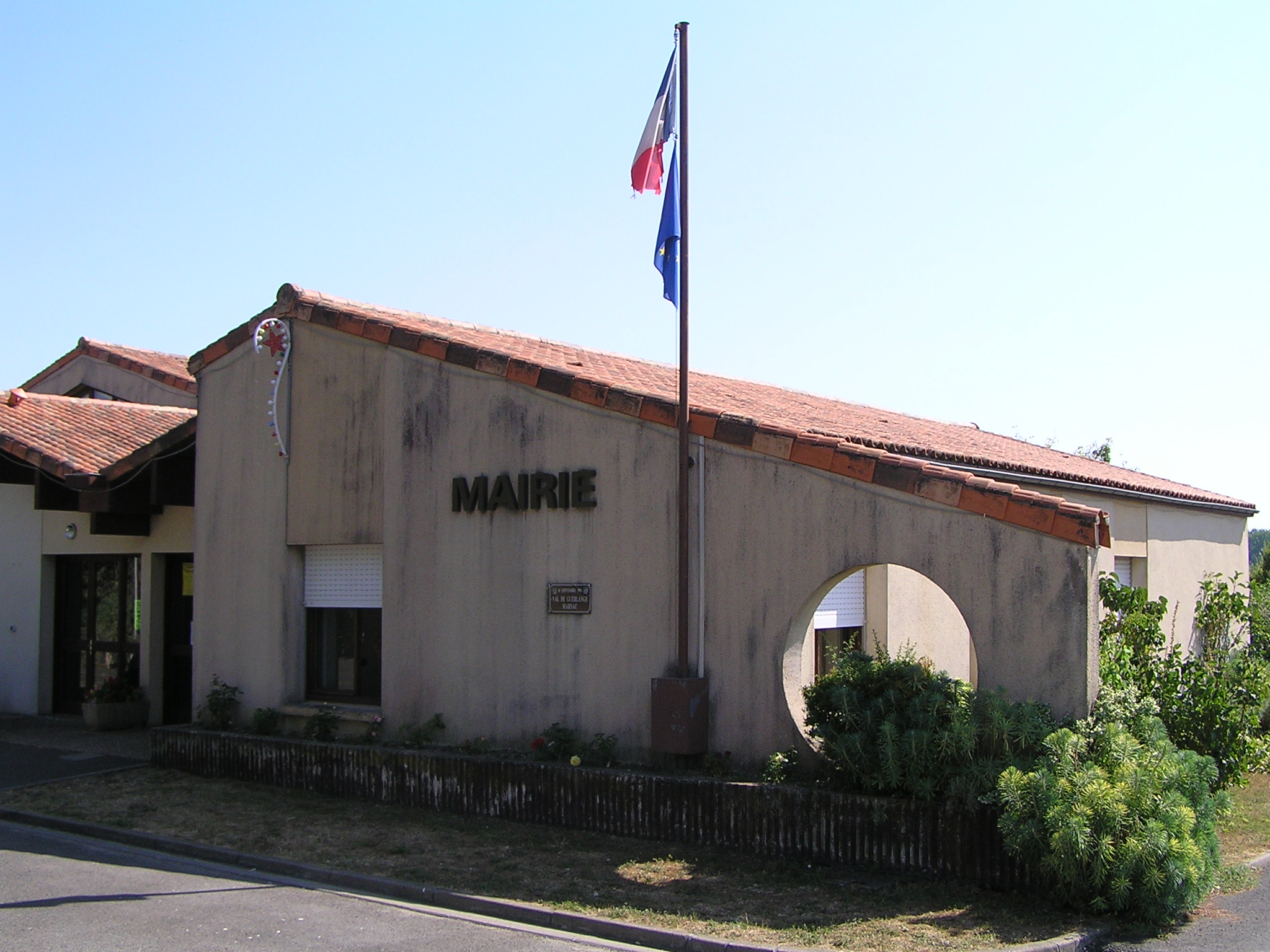
Мэрия